# Tooniverse
Tooniverse，是韓國的一家電視台，也是該國第一間專門播送動畫的頻道，於1995年12月1日成立。目前除了動畫以外也有播出自製的兒童節目。

## 外部連結
- 官方网站
- YouTube上的Tooniverse頻道
- YouTube上的The Haunted House Official頻道